# Luís Lombardi Neto
Luís Lombardi Neto, más conocido como Lombardi (São Paulo, 22 de septiembre de 1940 – Santo André, 2 de diciembre de 2009) fue un locutor de radio y televisión brasileño. Fue locutor de la emisora brasileña SBT.

## Biografía
Lombardi nació en São Paulo en 22 de septiembre de 1940. Comenzó su carrera haciendo Pruebas para la AM Rádio Club (actualmente Rádio ABC), pero acabó consiguiendo trabajar en la televisión. Estaba trabajando en la TV Paulista, transmisora de la Rede Globo en São Paulo, donde conoció a Silvio Santos. Permaneció en la Rede Globo durante quince años, dejando la emisora cuando Silvio decidió crear la TVS.
Después del suceso en la televisión presentó también programas de radio. En la década de 2000 mantenía un show en la Rádio Cultura AM, de Santos, y en la época de su muerte presentaba un programa en una estación de Santo André.

### Muerte
Lombardi murió dormido en su casa en Santo André, São Paulo, en 2 de diciembre de 2009, a los 69 años de edad,
 víctima de un infarto, Según el informe médico. De acuerdo con su esposa y su familia, no tenía problemas de salud y muerte tomó a todos por sorpresa. Silvio Santos, después de enterarse de la muerte de su amigo, se detuvo la grabación de un programa especial de Año Nuevo, pero se reanudó el trabajo por respeto a Lombardi y el público que le esperaba. Lombardi estaba casado con su esposa Eni Lombardi y dejó a su hijo Luiz Fernando Lombardi y sus nietos Daniel, Gabriel y Julia.